# Hampea albipetala
Hampea albipetala är en malvaväxtart som beskrevs av José Cuatrecasas. Hampea albipetala ingår i släktet Hampea och familjen malvaväxter. Inga underarter finns listade i Catalogue of Life.